# 와카야마역
와카야마역(일본어: 和歌山駅, わかやまえき)은 일본 와카야마현 와카야마시에 있는 서일본 여객철도 및 와카야마 전철의 역이다.
기세이 본선에서는 중간역에 해당하지만 운행 계통으로서는 한와 선과 기노쿠니 선 (신구 역 ~ 와카야마 역 간의 애칭)이 직결 운행하고 있어 와카야마 역 ~ 와카야마시역 간은 기세이 본선의 지선으로서 분리되어 구간 운전이 이루어지고 있다. 따라서 와카야마 시 방면과 고보·신구 방면의 이용은 와카야마 역에서 환승해야만 한다. 기세이 본선 와카야마 시 방면은 서일본 여객철도 오데카케 넷에서 소속역을 검색하면 기세이 본선 (와카야마 지선)으로 표기되어 있어 기노쿠니 선 구간과 명확히 구분되어 있지만 와카야마 선과의 혼동을 피하기 위해 안내 상에서는 이 명칭을 쓰지 않고 단순히 '기세이 선'으로만 안내하거나 명칭을 사용하지 않고 '기와·와카야마 시 방면'으로 안내하고 있다.
이코카 및 사철용 피타파, 제휴 교통카드는 한와 선에서만 사용이 가능하며 나머지 노선에서는 사용할 수 없다.

## 역 구조
단식 승강장 2면, 섬식 승강장 3면이 섞인 복합형 승강장으로 5면 8선의 지상역이다. 각 승강장은 지하도와 과선교로 연결되어 있다. 구내에는 서일본 여객철도 와카야마 지사가 있다. 또 기미데라 방면으로 한와 선 열차 유치선 2개와 건널목이 낀 곳에 선로가 1개 더 있는 것 이외에 기시가와 선과 서일본 여객철도 노선의 연락선이 있다. (비전철화)

### 승강장
| 서일본 여객철도 | 서일본 여객철도             | 서일본 여객철도                          | 서일본 여객철도               |
| --------------- | --------------------------- | ---------------------------------------- | ----------------------------- |
| 1               | ■ 한와 선                   | 덴노지 · 신오사카 · 교토 방면            | 주로 특급 열차                |
| 2 · 3           | ■ 한와 선                   | 히네노 · 오토리 · 덴노지 방면            | 쾌속 · 보통                   |
| 4 · 5           | ■ 기세이 본선 (기노쿠니 선) | 고보 · 기이타나베 · 시라하마 · 신구 방면 | (특급은 모두 4번 승강장)      |
| 4 · 5           | ■ 한와 선                   | 히네노 · 오토리 · 덴노지 방면            | (한와 라이너 · 일부 쾌속)     |
| 7               | ■ 와카야마 선               | 고카와 · 하시모토 · 고조 방면            | 고카와 · 하시모토 · 고조 방면 |
| 8               | ■ 기세이 본선 지선          | 기와・와카야마시 방면                    | 기와・와카야마시 방면         |
| 와카야마 전철   |                             |                                          |                               |
| 9               | 기시가와 선                 | 고쓰센터마에 · 기시 방면                 | 고쓰센터마에 · 기시 방면      |

## 역사
- 1924년 2월 28일: 일본국유철도 기세이 본선 와카야마 역 ~ 미시마 간의 노선 개업에 따라 '히가시와카야마역으로서 개업하였으며, 동시에 산토경편철도 노선이 히가시와카야마까지 개업하였다.
- 1929년 11월: 산토경편철도가 산토 철도로 사명을 변경하였다.
- 1930년 6월 16일: 한와 전기 철도가 이즈미후추역에서 한와히가시와카야마 역까지 개업하였다. 또한 고도 전기 철도가 인접한 고엔마에에서 히가시와카야마까지 연장 개업하였다.
- 1931년 4월 28일: 산토 철도가 와카야마 철도로 사명을 변경하였다.
- 1940년 12월 1일: 한와 전기 철도가 난카이 전기 철도에 흡수되어 난카이 전기 철도 야마노테 선이 되었다.
- 1944년 5월 1일: 난카이 전기 철도 야마노테 선이 국유화되어 일본국유철도 한와 선이 되었으며 난카이히가시와카야마 역이 히가시와카야마 역으로 통합되었다.
- 1957년 11월 1일: 와카야마 철도가 와카야마 전기 궤도에 합병되었다.
- 1959년 7월 15일: 가메야마 역에서 옛 와카야마 역까지의 기세이 본선 전 구간이 개통하였다.
- 1961년 7월 1일: 일본국유철도 와카야마 선 화물 지선이 다이노세역에서 와카야마 역까지 개통하였다.
- 1961년 11월 1일: 와카야마 전기 궤도가 난카이 전기 철도에 합병되었다.
- 1968년 3월 1일: 현재의 와카야마역으로 개칭되었다.
- 1971년 4월 1일: 난카이 전기 철도 와카야마 궤도선이 폐지되었다.
- 1972년 3월 15일: 다이노세역에서 와카야마 역까지의 화물 지선이 여객 영업을 개시하여 와카야마 선 열차의 운행이 시작되었다.
- 1987년 4월 1일: 민영화에 의해 일본국유철도 소속 와카야마 역이 서일본 여객철도의 소속이 되었다.
- 2003년 11월 1일: 이코카의 사용이 가능해졌다.
- 2006년 4월 1일: 난카이 전기 철도 기시가와 선이 와카야마 전철의 소유가 되었다.

## 인접한 역
| 서일본 여객철도 기세이 본선           | 서일본 여객철도 기세이 본선                        | 서일본 여객철도 기세이 본선 |
| ------------------------------------- | -------------------------------------------------- | --------------------------- |
| 시·종착역                             | ■ 기노쿠니 선                                      | 미야마에 기이타나베 방면    |
| 시·종착역                             | ■ 기세이 본선                                      | 기와 와카야마시 방면        |
| 서일본 여객철도 한와 선 · 기세이 본선 |                                                    |                             |
| 무소타 덴노지 방면                    | ■ 한와 선 · ■ 기노쿠니 선 직통 열차                | 미야마에 신구 방면          |
| 서일본 여객철도 한와 선               |                                                    |                             |
| 이즈미스나가와 덴노지 방면            | ■ 한와 선 한와 라이너                              | 시·종착역                   |
| 무소타 덴노지 방면                    | ■ 한와 선 직통쾌속 · 쾌속 · 기슈지 쾌속            | 시·종착역                   |
| 기이나카노시마 덴노지 방면            | ■ 한와 선 일부 기슈지 쾌속 B쾌속 · 구간쾌속 · 보통 | 시·종착역                   |
| 서일본 여객철도 와카야마 선           |                                                    |                             |
| 이와데 오지 방면                      | ■ 와카야마 선 쾌속                                 | 시·종착역                   |
| 다이노세 오지 방면                    | ■ 와카야마 선 보통                                 | 시·종착역                   |
| 와카야마 전철 기시가와 선             |                                                    |                             |
| 시·종착역                             | ■ 기시가와 선                                      | 다나카구치 기시 방면        |